# Alexander Argow

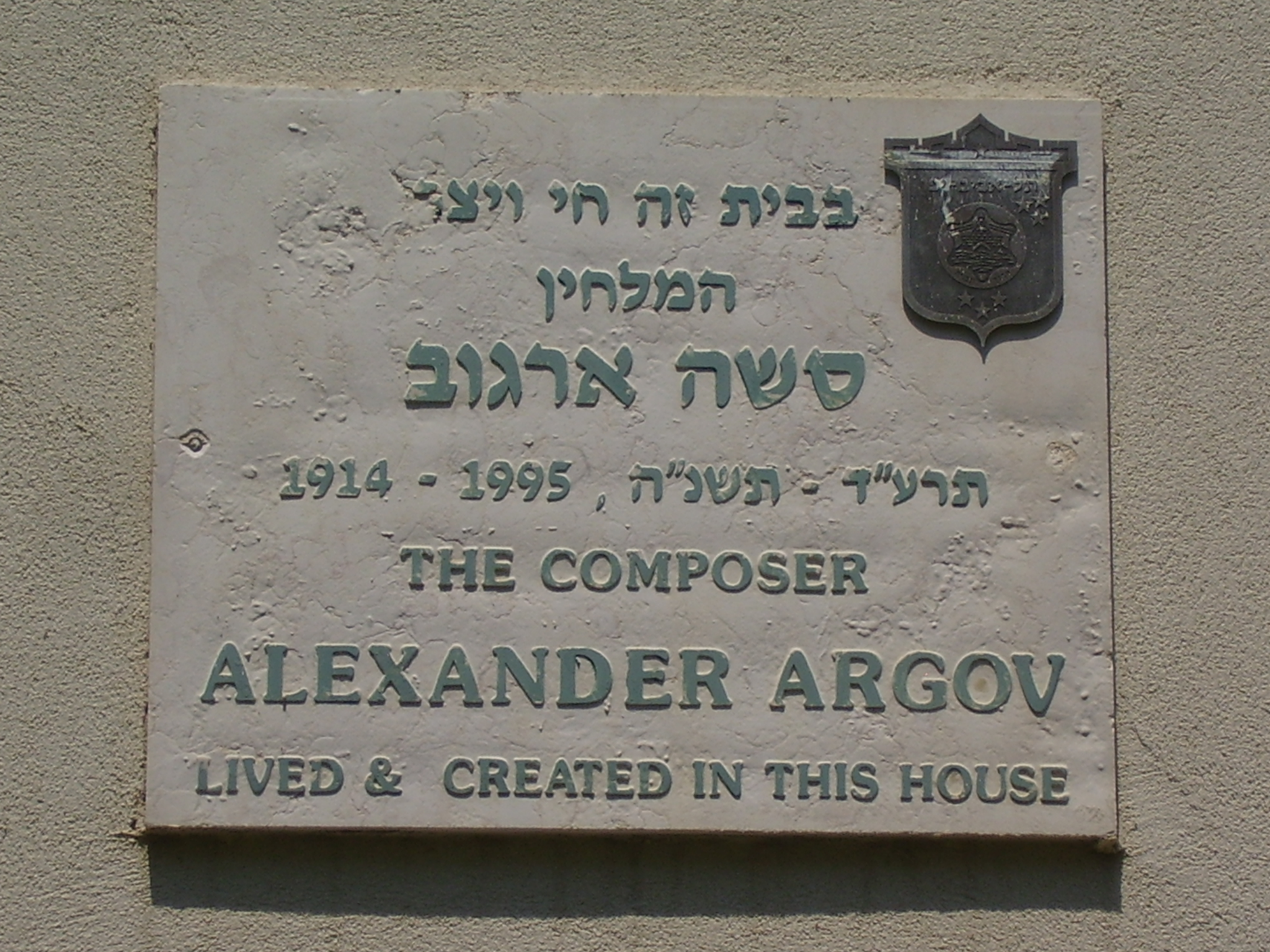
Erinnerungstafel für Sascha/Alexander Argow

Alexander „Sascha“ Argow (hebräisch סשה ארגוב, geboren als Alexander Abramowitsch am 5. November 1914 in Moskau; gestorben am 27. September 1995 in Tel Aviv) war ein israelischer Komponist.

## Leben und Karriere
Argow begann bereits im Alter von fünf Jahren zu komponieren; ein Jahr später begann er seine Musikausbildung.
1934 wanderte er mit seinen Eltern aus Russland nach Palästina ein, wo er zunächst in einer Bank arbeitete.
Er komponierte Hunderte von Liedern, die große Verbreitung fanden, darunter Lieder für die Israelischen Verteidigungsstreitkräfte (u. a. für die Nachal-Truppe), den Film und das Theater.
Später schrieb er Texte für Privatfeiern und komponierte für den Palmach und die Israelischen Verteidigungsstreitkräfte, darunter eines seiner berühmtesten Lieder Chawerut (hebräisch חֲבֵרוּת; dt. Freundschaft). Er schrieb für mehrere populäre Gesangsgruppen und komponierte zu vielen Texten Musik. Unter anderem vertonte er Gedichte von Leah Goldberg und Jehuda Amichai.
Argows Musik wurde von russischer und, in weniger großem Umfang, von französischer Musik beeinflusst. Dominiert wurde seine Musik aber vom Rhythmus und Charakter jüdischer Musik. Er arbeitete mit Chaim Chefer und Matti Caspi zusammen. Zwei von deren Alben enthalten ausschließlich Texte, die von Argow geschrieben wurden.
1988 erhielt er den Israel-Preis in der Kategorie „Hebräisches Lied“.